# El Camaronero

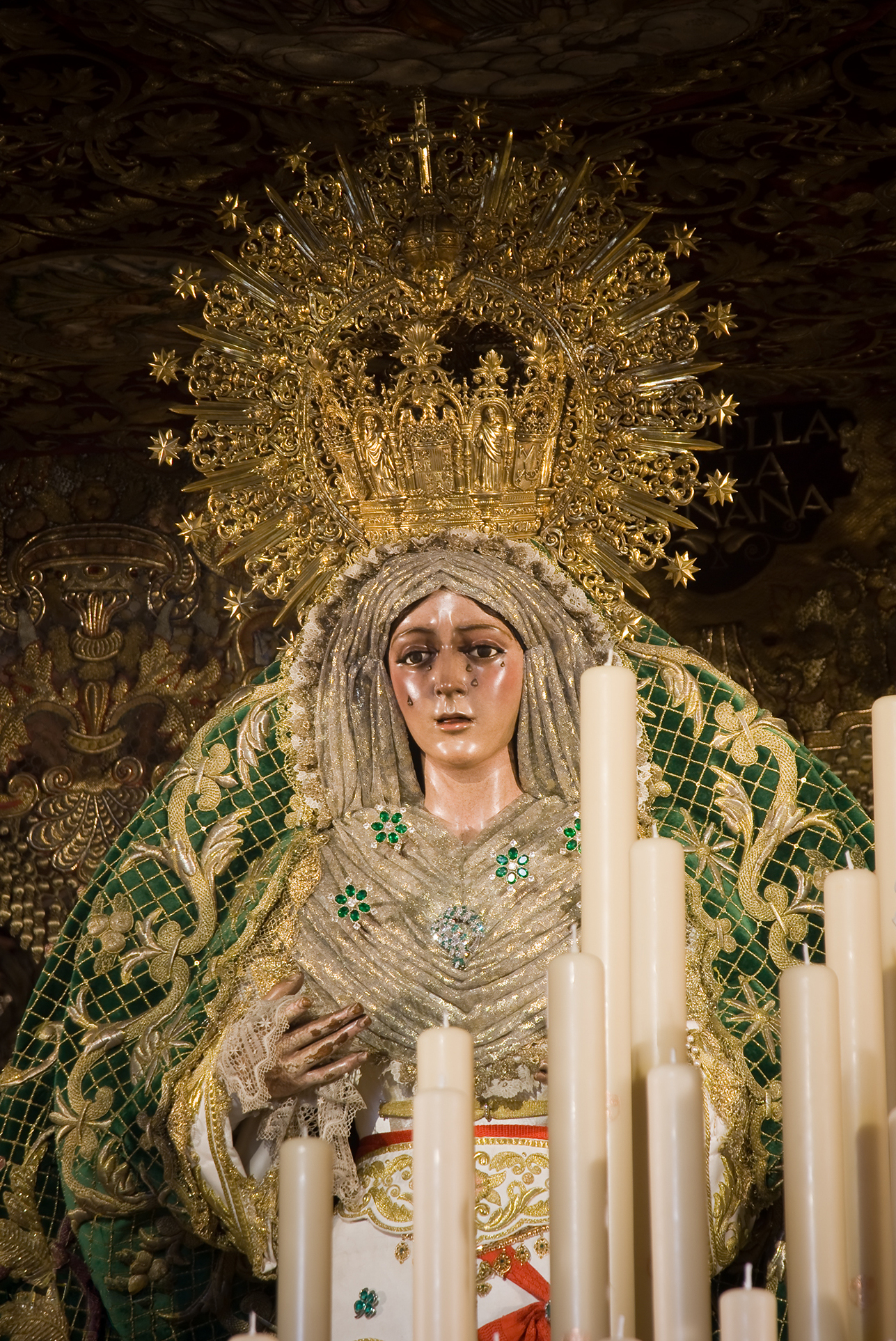
La Virgen de la Esperanza Macarena con el manto de red.

El Camaronero, también conocido como manto de malla de la Macarena es un manto realizado por el bordador y diseñador Juan Manuel Rodríguez Ojeda en el año 1900 para la imagen de María Santísima de la Esperanza Macarena, titular de la Hermandad de la Esperanza Macarena de la ciudad de Sevilla.
El manto debe su nombre a su aspecto de red de pesca, utilizada por los pescadores para capturar el camarón, marcó en su momento toda una revolución en el bordado y está considerado como la obra cumbre de Rodríguez Ojeda. Se custodia, junto con el resto del ajuar de la imagen mariana, en el Museo de la Macarena ubicado en la Basílica de La Macarena, y es utilizado por la Virgen de forma aleatoria junto con el resto de mantos que posee, en su estación de penitencia anual o en otras ocasiones, siendo destacable su utilización en la Madrugada del año 2000, cuando se cumplían los 100 años de su realización.

## Historia

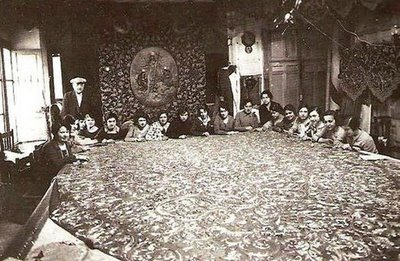
Bordadoras en el taller de Rodríguez Ojeda terminando el manto (h. 1900).

El bordador Juan Manuel Rodríguez Ojeda fue cofrade de la hermandad, y además ocupó varios cargos internos, como el de prioste (1877-1884), el de mayordomo (1888-1900) o el conciliario (1901-1916), por lo que muchas de sus obras fueron destinadas a esta.
En el año 1899 recibió el encargo de realizar un manto para la Virgen titular, para el que presentó un presupuesto de 17.500 pesetas. Con el fin de sufragar este importe, se organizaron corridas de toros en la Real Maestranza de Sevilla, se rifó un billete de lotería para el sorteo de Navidad y además se realizó una suscripción popular que abrió personalmente doña María Cristina de Habsburgo-Lorena, reina regente de España. Una vez finalizado, el manto fue expuesto en el escaparate de un comercio de la ciudad, tal y como recuerda el historiador Santiago Montoto de Sedas:

Recuerdo [...] el estreno del sorprendente manto llamado de malla de oro de la Virgen. Estuvo expuesto durante varios días en los grandes escaparates de un bazar y tienda de tejidos que se titulaba la Villa de Madrid, en la calle de Francos. De día y de noche –por aquellas calendas las tiendas se cerraban cuando Dios quería– la multitud llenaba la calle, por la que era imposible transitar, pues los miles de curiosos se estacionaban ante los escaparates, ávidos de admirar tanto arte y riqueza ¿Qué manto había que pudiera comparársele? Los macarenos, qué digo los macarenos, todos los sevillanos se enorgullecían de aquella magnífica ofrenda a la Virgen de la Esperanza. Y un día y otro día pasaba y repasaba la muchedumbre los escaparates de la Villa de Madrid para admirar aquella catarata de oro y arte que luciría la Virgen.
 Santiago Montoto

El manto supuso toda una revolución por la originalidad de su diseño, y Ojeda inició una nueva etapa estética para la hermandad, creando un estilo propio, diferente e innovador de vestir a las dolorosas que fue muy imitado posteriormente por el resto de hermandades, fruto del cual es la actual visión estética de la Semana Santa en Sevilla. En aquella Semana Santa de 1900, cuando la Macarena estrenó el manto, el pueblo comenzó a denominarla La Camaronera, fruto de lo cual recibe su denominación. Los hermanos Álvarez Quintero dedicaron una saeta a la Virgen, que hacía referencia al nuevo manto, y que el pueblo hizo suya cantando al pasar la imagen «Virgen de la Macarena: cuando se acabó tu manto las bordadoras tenían rosas en lugar de manos de devoción que ponían».
Realizó a juego con el manto una saya blanca bordada, que se perdió en el incendio que sufrió la iglesia de San Gil durante los disturbios del Golpe de Estado de julio de 1936 en Sevilla, y es con la que aparece retratada en el azulejo cerámico ubicado en el Arco de La Macarena, obra del pintor alcalareño Manuel Rodríguez en 1922. Esta saya fue recuperada en el año 2000 por los sucesores de Esperanza Elena Caro, realizando una réplica de la misma.
En el año 2008 el manto formó parte de una exposición realizada por la hermandad en el patio anexo a la Sala Capitular del Ayuntamiento de Sevilla, con motivo de las obras de remodelación y ampliación de su museo. Completaron la exposición el paso de palio y la corona sobredorada de la joyería Dalmás, enseres de la Esperanza Macarena que pudieron contemplarse desde el día 4 de septiembre hasta poco antes de la Semana Santa del año siguiente.

## Descripción

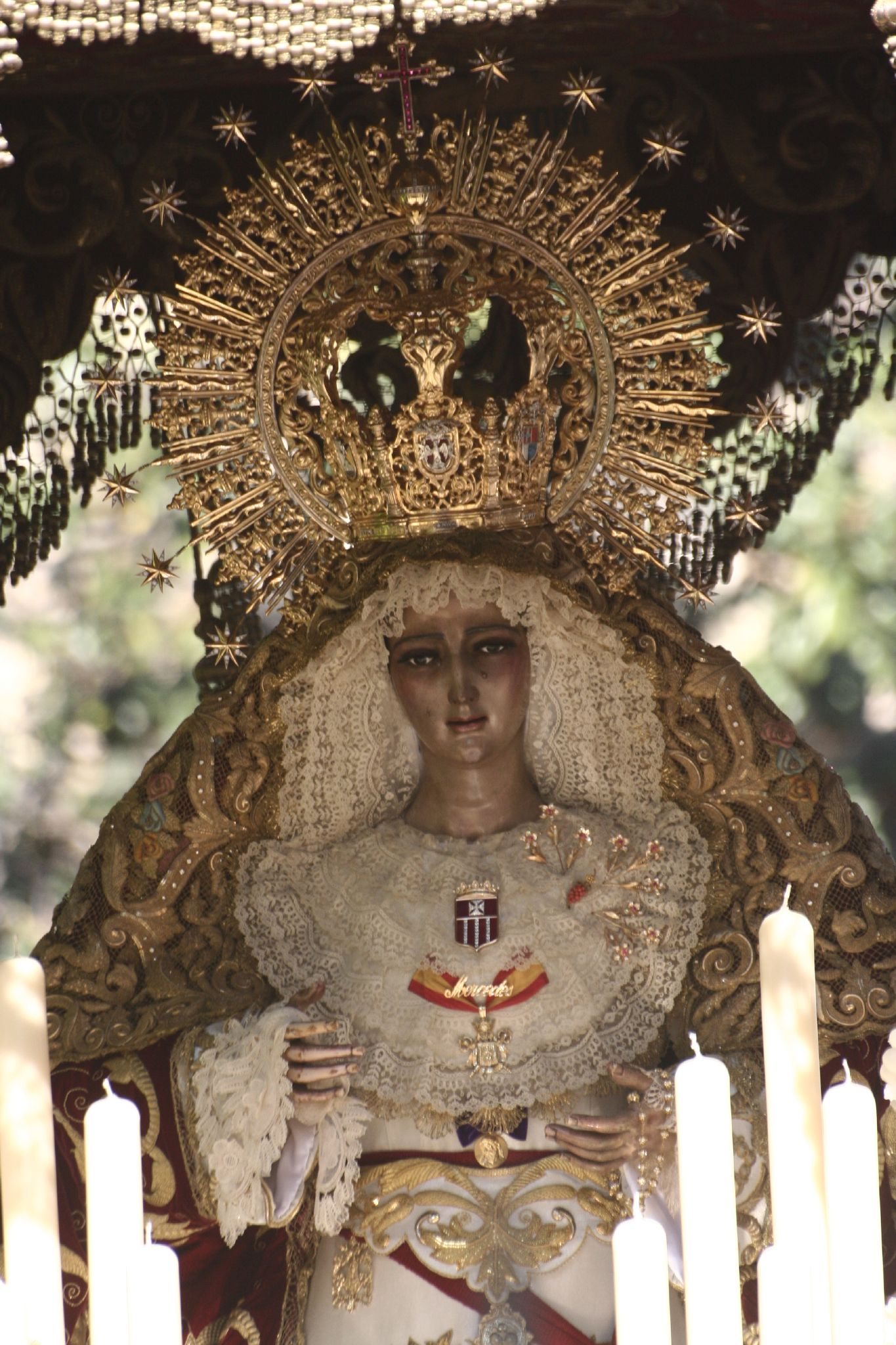
La Virgen de las Mercedes de la Hdad. de Santa Genoveva vistió el manto de la Macarena en 2006.

Este manto de malla es el manto procesional más antiguo que posee la imagen. Se trata de una pieza de estilo neorrenacentista realizada en terciopelo verde, bordado en oro fino sobre malla de oro. Presenta además varios angelotes bordados en relieve portando la leyenda «Esperanza Nuestra», junto con otros motivos florales realizados en sedas de colores.

## Préstamos del manto
La Hermandad de la Macarena ha prestado de manera extraordinaria en tres ocasiones el manto. La primera tuvo como destino la Hermandad del Gran Poder y de la Esperanza Macarena de Madrid, con motivo de la bendición de su imagen, la Esperanza Macarena de Madrid el día 15 de marzo de 1941 por Leopoldo Eijo y Garay, obispo de Madrid, para vestir a la Virgen en tal acontecimiento.
El segundo préstamo del manto tuvo lugar en el año 2006 a la Hermandad de Santa Genoveva de Sevilla, para vestir a su imagen titular, la Virgen de las Mercedes con motivo de su salida extraordinaria por el 50.º aniversario de la fundación de la corporación. Este préstamo sin duda está motivado por el nexo de unión entre ambas hermandades, pues la imagen de la Esperanza Macarena tiene el título de protectora de la hermandad desde su fundación, y la imagen de las Mercedes porta en su paso de palio una reproducción de la Macarena realizada en 1960 por Fernando Marmolejo Camargo, que fue regalada en su primera salida procesional.
Un tercer préstamo tuvo lugar el 11 de mayo de 2013 a la Hermandad del Soberano Poder de Alcalá de Guadaira (Sevilla) para la bendición de la imagen de María Santísima de la Caridad. Este préstamo también se motiva porque la Hermandad de la Macarena es madrina de dicha imagen.